# Bad Balance
Bad Balance (ook Bad B. genoemd) is een Russische rapgroep uit Moskou.
De band werd in 1989 opgericht door MC en breakdancer Vlad Valov ("Master SjeFF") en DJ Gleb Matvejev ("DJ LA"). Bad Balance is een van de eerste rapgroepen in Rusland en in de voormalige Sovjet-Unie. Ze waren ook actieve promotors van de lokale hiphopcultuur.

## Studioalbums
- Выше закона (1990)
- Налётчики Bad B. (1994)
- Чисто ПРО... (1996)
- Город джунглей (1998)[6]
- Каменный лес (2001)
- Мало-по-малу (2003)
- Легенды гангстеров (2007)
- Семеро одного не ждут (2009)[7]
- World Wide (2012)
- Криминал 90-х (2013)
- Северная мистика (2014)
- Политика (2016)[8][9]